# 王智 (演员)
王智（1982年7月29日—），本名王紫瑄，女，辽宁鞍山人，中国演员，毕业于中央戏剧学院2004级表演系。2011年王智主演年代动作剧《马永贞》。2014年主演的都市家庭情感剧《妻子的秘密》播出。2015年在喜剧电影《夏洛特烦恼》中成功演绎秋雅一角，被媒体誉为国民初恋，并凭借该片获得澳门国际电影节首届金羊奖最具潜质奖、第33届大众电影百花奖最佳女配角提名。2016年出演电视剧《超级翁婿》和《凉生，我们可不可以不忧伤》。2017年领衔主演电影《人间·喜剧》。2018年主演喜剧电影《新乌龙院之笑闹江湖》。2019年出演科幻片《流浪地球》。2023年出演科幻片《流浪地球2》。

## 生平

### 早年经历
1982年7月29日，王智出生于辽宁省鞍山市。七岁开始拜师学武。
1995年，就读于辽宁歌舞团舞蹈学校，1999年就读于广东省舞蹈学校。
2004年，考入中央戏剧学院表演系本科。
2008年，从中央戏剧学院毕业后的她不急于投身演艺圈，而是选择沉淀自我，来到北京怀柔区杨宋镇张自口村当村官，成为了中戏表演系第一个也是当时唯一的大学生村官。

### 演艺经历
2007年，在校期间的王智出演电视剧处女作《目击者》，在剧中饰演值班护士小叶。
2011年，电视剧《马永贞》的导演鞠觉亮钦点王智饰演马永贞的亲妹妹白小蝶，王智在这部戏中从头打到尾，因此也被称为“功夫女星” 。
2012年，与谢霆锋、吴秀波搭档出演青春励志剧《下一个奇迹》，在剧中饰演青年一代女主角高妍；
同年，在黄晓明、林心如主演的古装历史剧《精忠岳飞》中饰演西夏女子乌诗玛；同年，在古装奇幻剧《画皮之真爱无悔》中饰演荷花妖芙蕖。
2013年，与赵英俊共同主演《喜羊羊与灰太狼》系列第二部真人版大电影《我爱灰太狼2》，在片中饰演刁蛮泼辣的红太狼；同年，参演杜琪峰执导的警匪电影《毒战》，在片中饰演蔡添明的妻子。
2014年，在湖南卫视播出的都市家庭情感剧《妻子的秘密》中出演女二号宁夏，是一个为爱不择手段，从清纯到美艳的角色。
2015年9月30日，主演的开心麻花喜剧电影《夏洛特烦恼》上映，在片中饰演校花、男主角夏洛的梦中情人秋雅，被媒体誉为“国民初恋”。
2016年2月，加盟浙江卫视周五黄金档真人秀《二十四小时》迪拜站和三亚站；2月，作为特别嘉宾参加浙江卫视的原创综艺真人秀节目《西游奇遇记》；3月8日，凭借电影《夏洛特烦恼》获得首届“金羊奖”澳门国际电影节最具潜质奖；5月，亮相第69届戛纳国际电影节，此外还提名第33届大众电影百花奖最佳女配角；7月，参加浙江卫视真人秀《挑战者联盟》第二季第六、七期；7月，领衔主演的都市情感轻喜剧《超级翁婿》开拍；之后，加盟青春偶像剧《凉生，我们可不可以不忧伤》。
2017年，在孙周执导的喜剧电影《人间·喜剧》中饰演女一号米粒；9月，友情客串喜剧电影《羞羞的铁拳》，在片中再次饰演秋雅；同年，主演的系列科幻动作电影《功夫机器侠》上映。
2018年8月，与王宁、孔连顺、吴孟达合作主演喜剧电影《新乌龙院之笑闹江湖》上映，在片中饰演陈露西。
2019年，出演的科幻片《流浪地球》上映，在片中饰演刘培强的妻子韩朵朵；12月，主演的电影《奋斗吧，青年》开机。
2020年6月26日播出的《乘风破浪的姐姐》中，第1次公演确定了首批淘汰名单，王智等6位姐姐暂时离开；第10期復活戰，回來Solo表演PK；第11期第5場公演3團團戰復活失敗。

## 個人生活
王智七岁开始拜师学武，多年来一直将咏春和剑术作为日常健身运动。特長还有舞蹈、骑马、游泳等。
2017年11月9日，王智与男友尤奕领证结婚，据悉，两人已相恋五年。
2018年3月26日，尤奕在社交网站晒出宝宝脚丫照，宣布王智产女喜讯，女儿乳名“小米”。

## 主要作品

### 电视剧
| 時間 | 劇名                     |
| ---- | ------------------------ |
| 2007 | 目击者                   |
| 2008 | 百年往事                 |
| 2009 | 京东三枝花               |
| 2011 | 喜临门                   |
| 2011 | 新版水浒传               |
| 2011 | 战火中青春之血染风采     |
| 2012 | 下一个奇迹               |
| 2012 | 马永贞                   |
| 2012 | 孤岛飞鹰                 |
| 2013 | 精忠岳飞                 |
| 2013 | 画皮之真爱无悔           |
| 2014 | 妻子的秘密               |
| 2016 | 三八线                   |
| 2016 | 亲爱的翻译官             |
| 2018 | 超级翁婿                 |
| 2018 | 凉生，我们可不可以不忧伤 |
| 2025 | 棋士                     |
| 待播 | 喜剧之王                 |
| 待播 | 疯狂的黑鱼               |

### 电影
| 時間   | 戲名                   | 角色     |
| ------ | ---------------------- | -------- |
| 2013   | 毒战                   |          |
| 2013   | 我爱灰太狼2            | 副司令   |
| 2015   | 夏洛特烦恼             | 秋雅     |
| 2016   | 梦寻巴厘岛             |          |
| 2016   | 在世界中心呼唤爱       |          |
| 2017   | 功夫机器侠之南拳真豪杰 |          |
| 2017   | 功夫机器侠之北腿乱云飞 |          |
| 2017   | 羞羞的铁拳             |          |
| 2018   | 新乌龙院之笑闹江湖     |          |
| 2019   | 流浪地球               | 韩朵朵   |
| 2019   | 人间·喜剧              |          |
| 2020   | 温暖的抱抱             | 小鲍抱妈 |
| 2021   | 移情高手               | 单卓     |
| 2021   | 遇见喵星人             | 朱怯怯   |
| 2021   | 深爱                   | 王惜月   |
| 2022   | 万里归途               | 乘务长   |
| 2022   | 绝望主夫               | 女警     |
| 2023   | 流浪地球2              | 韩朵朵   |
| 2023   | 好像也没那么热血沸腾   | 乐光     |
| 2024   | 如果爱就表白           |          |
| 2025   | 根本停不下来(網絡電影) | 蒋媛媛   |
| 待上映 | 数字奇谭               |          |
| 待上映 | 奋斗吧！青年           |          |
| 待上映 | 玩命营救               |          |
| 待上映 | 嗨！美男子             |          |
| 待上映 | 欧你个巴               |          |

### 話劇
| 時間 | 話劇名稱         |
| ---- | ---------------- |
| 2006 | 蒸得舒服         |
| 2008 | 潘金莲           |
| 2020 | 你在红楼我在西游 |
| 2020 | 奇异的插曲       |

## 社會活動

### 担任大使
2013年，王智担任精品传媒“2013梦享家颁奖盛典”梦享家明星大使。
2015年12月7日，王智作为公益形象大使，携手赵薇出席由《南都娱乐周刊》主办的2015“1212陪伴日”发布会。
2016年11月5日，王智作为由中国扶贫基金会、电影频道主办的善行100五周年暨2016年温暖行动全国启动仪式的善行100公益形象大使，带领6所高校的学生代表和全体参会人员一起宣读宣誓词，并与学生们在校园内现场捐募。
2018年12月20日，第15届广州大学生电影节闭幕式暨颁奖典礼在暨南大学举行，王智受邀担任形象大使出席。
2009年，王智参加纪念毛泽东诞辰116周年慈善晚会。

### 出席活动
2014年，王智出席《GQ智族》杂志主办“我的世界——让·皮高齐摄影作品展”开幕活动；同年，出席2014年搜狐视频万圣节美剧派对；同年，出席时尚集团主办的最终梦想2014年度时尚魅力女性颁奖盛典；同年，出席2014PLITZS（中国）时装周获时尚风格明星奖。
2015年3月18日，王智出席由《南都娱乐周刊》发起的第五届明星公民颁奖盛典 ；11月13日，出席2015芭莎男士品位成功年度人物颁奖盛典；11月19日，受邀出席在武汉举行的“2015希望工程BOSS绝对影响力慈善盛典”，不仅作为助拍嘉宾身体力行地为留守儿童募集善款，还获得最具亲和力慈善明星奖项；12月31日，携手张译在上海出席由《申江服务导报》主办的2015电影盛宴，被评为年度最佳电影新人 。
2016年5月，王智出席第69届戛纳国际电影节，受邀走上开幕式红毯，也受邀出席布鲁诺·杜蒙新片《玛·鲁特》（Ma Loute）活动，此外还参加了开幕片《咖啡公社》导演伍迪·艾伦的酒会，接受了多家外媒的采访和时尚大片拍摄邀约；在2016年上海国际电影节期间，先后现身《功夫机器侠》《犯罪小说》两部电影的发布会 [93]  ；6月，出席BMW Lifestyle品牌活动；8月16日，在广州出席活动，助力美的空调电商和苏宁易购“818发烧节”；8月18日，在京助阵韩国护肤品牌（秀雅韩）一周年活动；9月10日，作为明星嘉宾，出席平板支撑全国挑战赛北京站活动；9月24日，以百花奖最佳女配角提名的身份受邀出席第25届中国金鸡百花电影节暨第33届大众电影百花奖闭幕式。
2017年4月26日，王智受邀出席“云层之上”公益发布会\；9月26日，电影《羞羞的铁拳》举行首映礼，女星王智从上海剧组抽空回京出席，与沈腾、艾伦、马丽等相聚；11月，王智与老公尤奕领证之后首次公开现身，夫妻同心携手出席公益活动助力病童梦想，两人来到北京市昌平区某儿童医院，王智给血液科与烧伤整形科的小患者们送上礼物。
2018年6月16日，王智携手电影《新乌龙院之笑闹江湖》剧组出席第21届上海国际电影节开幕式，与导演朱延平，主演吴孟达、王宁、郝邵文等一同接连出席“上海电影节开幕式”、“乌龙之夜”、“微博电影之夜”三场活动；8月14日，出席动作喜剧电影《新乌龙院之笑闹江湖》在北京举行的“开笑招生”首映发布会。8月16日，电影《深·爱》在深圳歌诗达邮轮召开全球新闻发布会，王智作为女主角，与总导演孙周等幕后主创人员一同出席；9月25日，王智受邀助阵开心麻花电影《李茶的姑妈》北京首映礼；12月3日，“123链起来——轻松筹公益盛典”在北京举行，王智获封“2018年度榜样公益力量”。
2019年1月14日，王智参加攻坚扶贫“粉红医站”的公益活动，担任明星战队队长，呼吁各界关注和帮扶贫困患者；3月24日，出席电影《人间·喜剧》在京举办的“生活不易，人间有戏”主题媒体发布会 。

## 获奖记录

### 武术获奖
- 1990年辽宁省少年武术比赛 女子组剑术第一名 枪术第二名 少林拳第三名（获奖）

### 舞蹈获奖
- 2002年辽宁省鞍山电视台舞蹈一等奖（获奖）

### 学习获奖
- 2007年中央戏剧学院优秀团干部奖学金（获奖）
- 2005年中央戏剧学院优秀团干部奖学金优秀专业课奖学金（获奖）

### 比赛获奖
- 2008年《龙的传人》全球36强（获奖）
- 2007年广东电视台第七届《明日之星》演艺精英大赛中获得亚军及最佳台词奖（获奖）

### 社会荣誉
- 2016年善行100温暖行动公益形象大使（获奖）
- 2015年希望工程BOSS绝对影响力慈善盛典最具亲和力慈善明星（获奖）
- 2015年南都“1212陪伴日”公益形象大使（获奖）
- 2015年《申报》2015年度最佳电影新人（获奖）
- 2014年PLITZS（中国）时装周时尚风格明星奖（获奖）
- 2013年精品传媒梦享家明星大使（获奖）

### 影视奖项
- 2016年第33届大众电影百花奖最佳女配角奖　夏洛特烦恼（提名）[6]
- 2016年首届金羊奖澳门国际电影节最具潜质奖　夏洛特烦恼（获奖）
- 2016年首届金羊奖澳门国际电影节最佳新人奖　夏洛特烦恼（提名）